# Ивана Франко (Запорожская область)
Ивана Франко (укр. Івана Франка) — село,
Пологовский сельский совет,
Пологовский район,
Запорожская область,
Украина.
Код КОАТУУ — 2324285003. Население по переписи 2001 года составляло 260 человек.

## Географическое положение
Село Ивана Франко находится на правом берегу реки Конка,
выше по течению на расстоянии в 0,5 км расположено село Пологи,
ниже по течению на расстоянии в 0,5 км расположено село Украинское,
на противоположном берегу — город Пологи и село Инженерное.

## Экология
На расстоянии в 0,5 км от села расположен карьер Пологовского ГОКа (добыча каолина открытым способом).